# Sächsischer DET 1–2
Die DET 1 und 2 waren fünfachsige dieselelektrische Triebwagen der Königlich Sächsischen Staatseisenbahnen. Die beiden Fahrzeuge gelten als die ersten funktionsfähigen Triebwagen mit Dieselmotor in Europa.

## Geschichte

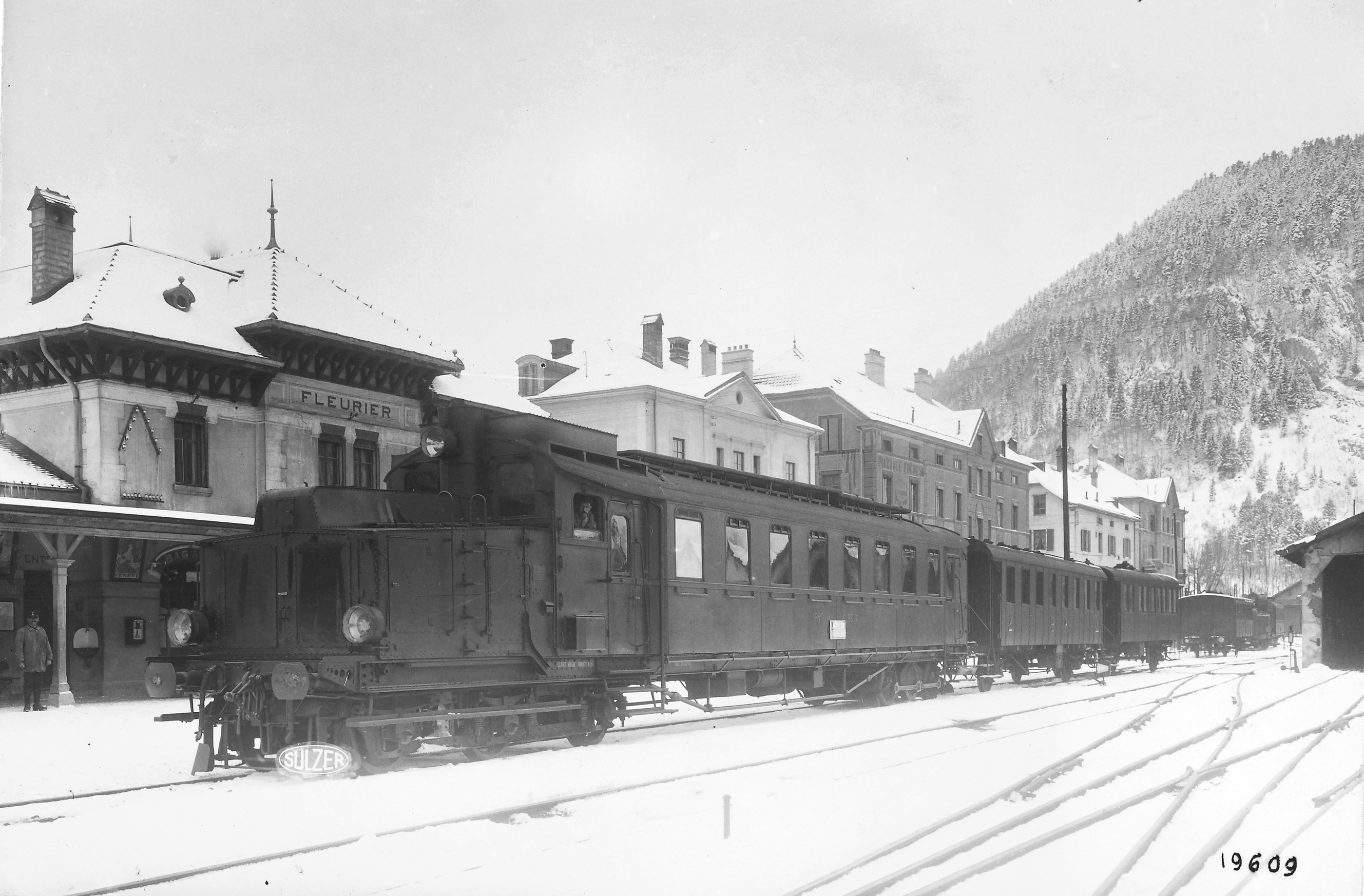
Beide Triebwagen im Dienst der RVT im November 1929 in Fleurier.

Die Triebwagen entstanden aus einem Entwicklungsauftrag, den die Kgl. Sächs. Staatsbahnen gemeinsam mit der Preußischen Staatsbahn erteilt hatte. Als Generalauftragnehmer fungierte Brown, Boveri & Cie (BBC) in Mannheim. Den Fahrzeugteil fertigte die Waggonfabrik Rastatt, den Viertaktdieselmotor lieferte die Schweizer Firma Gebrüder Sulzer in Winterthur.
Erprobt wurden die Fahrzeuge ab 1915 vor allem auf der Strecke Dresden-Neustadt–Döbeln–Leipzig, aber auch zwischen Dresden und Hof. Wegen des Ersten Weltkrieges kamen die Fahrzeuge jedoch nicht mehr planmäßig zum Einsatz, auch eine Serienbeschaffung der Triebwagen unterblieb.
Einer der Triebwagen wurde im Herbst 1922 für drei Monate versuchsweise in der Schweiz im Vorortsverkehr zwischen Bern und Bümpliz Nord eingesetzt. Wegen der kurzen Strecke konnte das Fahrzeug jedoch nicht wirtschaftlich betrieben werden, und der Streckenabschnitt wurde 1923 elektrifiziert.
Ab dem 23. Oktober 1922 wurden die beiden Triebwagen für Demonstrationsfahrten auf der Strecke Bülach–Baden eingesetzt. Da sich die Schweizerischen Bundesbahnen SBB nicht zum Kauf entschließen konnte, gelangten die Fahrzeuge 1923 zur Régional du Val-de-Travers (RVT). Dort wurden sie technisch überarbeitet, unter anderem mit einem elektrischen Anlasser statt der Pressluft-Starteinrichtung versehen, und bekamen die neue Bezeichnung BCm 2/5 8 und 9. «Triebwagen Nr. 8 erlitt 1938 einen größeren Schaden. Da die damalige Lage der RVT keine Reparatur zuließ, wurde das Vehikel an die SBB verkauft, die das Fahrzeug aber in der Folge bald aus kriegswirtschaftlichen Gründen verschrotteten.» Der Triebwagen 9 wurde auch nach der Elektrifizierung der Bahn im Jahr 1944 noch eingesetzt, 1956 in ABm 2/5 umgezeichnet und 1965 nach einem mechanischen Defekt abgestellt. Danach wurde er dem Verkehrshaus der Schweiz in Luzern übergeben und blieb als nicht betriebsfähiges Museumsexponat für die Nachwelt erhalten. Er wurde erstmals 1974 anlässlich der Sonderschau „Triebwagen der Schweizer Bahnen“ ausgestellt, seit 1982 gehört er zur Dauerausstellung. Er ist dort im letzten Betriebszustand als ABm 2/5 erhalten.

## Technische Merkmale

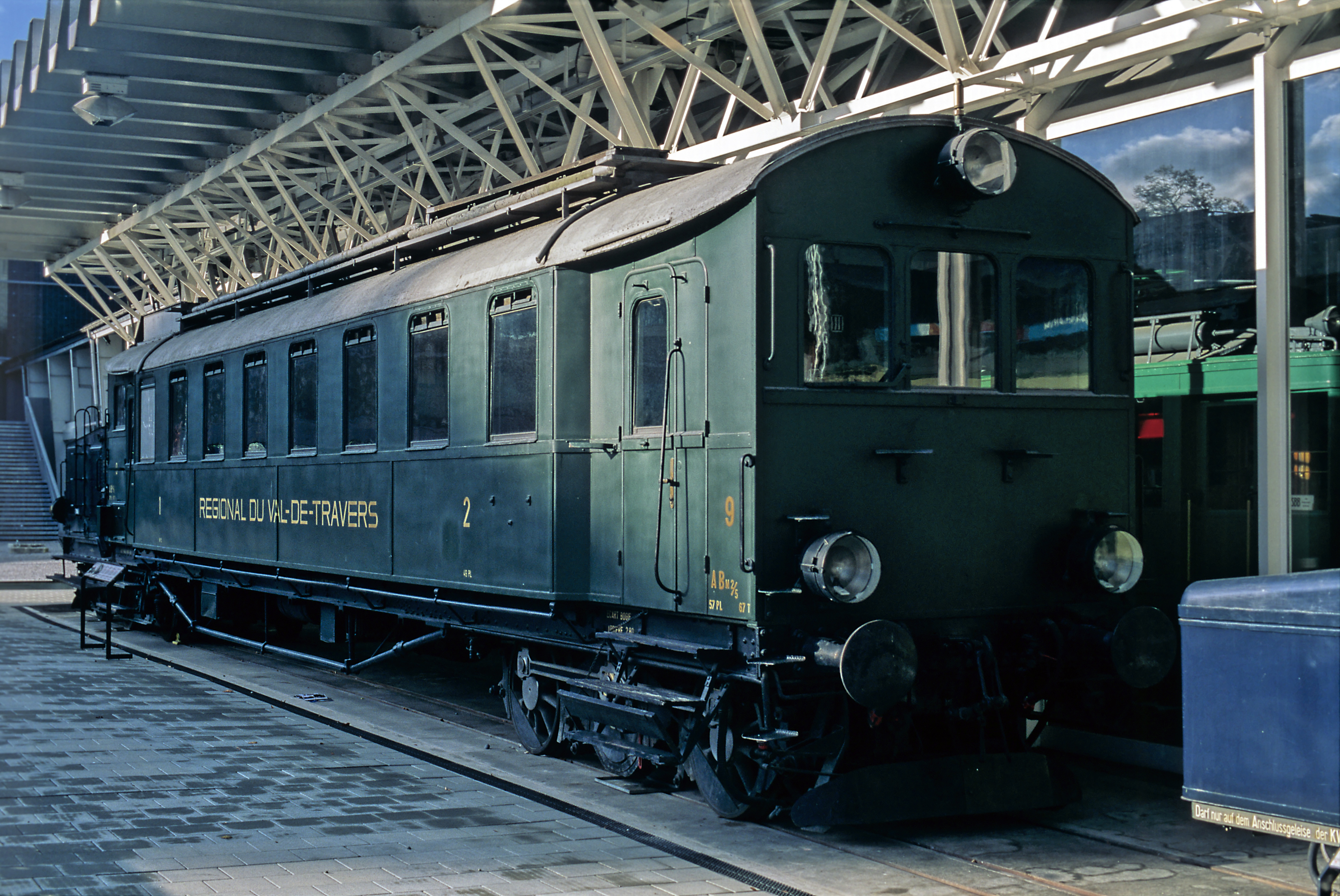
RVT Nr. 9 im Verkehrshaus Luzern; hier mit dem hinteren Führerstand über dem Triebdrehgestell (2009)

Der Dieselmotor mit dem Gleichstromgenerator lagerte aus Gewichtsgründen auf dem dreiachsigen Laufdrehgestell unter einem Vorbau, während der elektrische Fahrmotor mittig im zweiachsigen Drehgestell am anderen Fahrzeugende untergebracht wurde. Dieser trieb über eine Blindwelle und Kuppelstangen beide Radsätze im Drehgestell an. Der Dieselmotor besaß eine Nennleistung von 200 PS, zum Anfahren konnte die Leistung kurzzeitig auf 250 PS gesteigert werden. Mittels einer Leonardschaltung war eine Drehzahl- und Leistungsregelung von Dieselmotor und Generator unabhängig von der Fahrgeschwindigkeit möglich.
Zur Heizung des Fahrgastraumes diente die Abwärme des Kühlwassers, die Beleuchtung erfolgte elektrisch.
Die Fahrzeuge waren mit einer Westinghouse-Druckluftbremse ausgerüstet, welche auf die beiden Achsen des zweiachsigen und auf die beiden äußeren Achsen des dreiachsigen Drehgestells wirkte.
Der bei der RVT mit BCm 8 bezeichnete Triebwagen erbrachte seit seiner Indienststellung eine Laufleistung von 360 509 km, der BCm 9 von 373 873 km.